# Torna az 1976. évi nyári olimpiai játékokon
Az 1976. évi nyári olimpiai játékokon a tornában tizennégy versenyszámban osztottak érmeket. A torna megújulása látványos formában jelent meg, Magyar Zoltán Magyar-vándora, Cukahara Micuo nyújtógyakorlata valamint Nyikolaj Andrianov négy számban elért elsősége mutatta az új utak keresését. A nőknél Nadia Comăneci különleges tornásztehetsége csillogott: felemás korláton 20,000 pontot, gerendán 19,950, összetettben pedig 79,275 pontot kapott gyakorlataira.

## Férfi

### Éremtáblázat
A táblázatban a rendező ország csapata eltérő háttérszínnel, az egyes számoszlopok legmagasabb értéke, vagy értékei vastagítással kiemelve.
| Az 1976. évi nyári olimpiai játékok éremtáblázata férfi tornában | Az 1976. évi nyári olimpiai játékok éremtáblázata férfi tornában | Az 1976. évi nyári olimpiai játékok éremtáblázata férfi tornában | Az 1976. évi nyári olimpiai játékok éremtáblázata férfi tornában | Az 1976. évi nyári olimpiai játékok éremtáblázata férfi tornában | Olimpia  |
| ---------------------------------------------------------------- | ---------------------------------------------------------------- | ---------------------------------------------------------------- | ---------------------------------------------------------------- | ---------------------------------------------------------------- | -------- |
|                                                                  | Ország                                                           | Arany                                                            | Ezüst                                                            | Bronz                                                            | Összesen |
| 1.                                                               | Szovjetunió (URS)                                                | 4                                                                | 4                                                                | 1                                                                | 9        |
| 2.                                                               | Japán (JPN)                                                      | 3                                                                | 4                                                                | 3                                                                | 10       |
| 3.                                                               | Magyarország (HUN)                                               | 1                                                                | 0                                                                | 0                                                                | 1        |
|                                                                  |                                                                  |                                                                  |                                                                  |                                                                  |          |
| 4.                                                               | NDK (GDR)                                                        | 0                                                                | 0                                                                | 2                                                                | 2        |
| 5.                                                               | Egyesült Államok (USA)                                           | 0                                                                | 0                                                                | 1                                                                | 1        |
| 5.                                                               | Franciaország (FRA)                                              | 0                                                                | 0                                                                | 1                                                                | 1        |
| 5.                                                               | NSZK (FRG)                                                       | 0                                                                | 0                                                                | 1                                                                | 1        |
| 5.                                                               | Románia (ROU)                                                    | 0                                                                | 0                                                                | 1                                                                | 1        |
|                                                                  |                                                                  |                                                                  |                                                                  |                                                                  |          |
| Összesen                                                         | Összesen                                                         | 8                                                                | 8                                                                | 10                                                               | 26       |

### Érmesek
A táblázatban a rendező ország csapata eltérő háttérszínnel kiemelve.
| Az 1976. évi nyári olimpiai játékok érmesei férfi tornában | | | |
| Versenyszám                                                | Arany | Ezüst | Bronz |
| Gyűrű                                                      | Nyikolaj Andrianov · Szovjetunió (URS) · 19,650                                                                           | Alekszandr Gyityatyin · Szovjetunió (URS) · 19,550 | Dănut Grecu · Románia (ROU) · 19,500                                                                                |
| Korlát                                                     | Kató Szavao · Japán (JPN) · 19,675                                                                                        | Nyikolaj Andrianov · Szovjetunió (URS) · 19,500 | Cukahara Micuo · Japán (JPN) · 19,475                                                                               |
| Lólengés                                                   | Magyar Zoltán · Magyarország (HUN) · 19,700                                                                               | Kenmocu Eizó · Japán (JPN) · 19,575 | Nyikolaj Andrianov · Szovjetunió (URS) · 19,525                                                                     |
| Lólengés                                                   | Magyar Zoltán · Magyarország (HUN) · 19,700                                                                               | Kenmocu Eizó · Japán (JPN) · 19,575 | Michael Nikolay · NDK (GDR) · 19,525                                                                                |
| Nyújtó                                                     | Cukahara Micuo · Japán (JPN) · 19,675                                                                                     | Kenmocu Eizó · Japán (JPN) · 19,500 | Eberhard Gienger · NSZK (FRG) · 19,475                                                                              |
| Nyújtó                                                     | Cukahara Micuo · Japán (JPN) · 19,675                                                                                     | Kenmocu Eizó · Japán (JPN) · 19,500 | Henri Boërio · Franciaország (FRA) · 19,475                                                                         |
| Talaj                                                      | Nyikolaj Andrianov · Szovjetunió (URS) · 19,450                                                                           | Vlagyimir Marcsenko · Szovjetunió (URS) · 19,425 | Peter Kormann · Egyesült Államok (USA) · 19,300                                                                     |
| Ugrás                                                      | Nyikolaj Andrianov · Szovjetunió (URS) · 19,450                                                                           | Cukahara Micuo · Japán (JPN) · 19,375 | Kadzsijama Hirosi · Japán (JPN) · 19,275                                                                            |
| Összetett egyéni                                           | Nyikolaj Andrianov · Szovjetunió (URS) · 116,650                                                                          | Kató Szavao · Japán (JPN) · 115,650 | Cukahara Micuo · Japán (JPN) · 115,575                                                                              |
| Összetett csapat                                           | Japán (JPN) · Cukahara Micuo · Fudzsimoto Sun · Igarasi Hiszato · Kadzsijama Hirosi · Kató Szavao · Kenmocu Eizó · 576,85 | Szovjetunió (URS) · Nyikolaj Andrianov · Alekszandr Gyityatyin · Gennagyij Kriszin · Vlagyimir Marcsenko · Vlagyimir Markelov · Vlagyimir Tyihonov · 576,45 | NDK (GDR) · Roland Brückner · Rainer Hanschke · Bernd Jäger · Wolfgang Klotz · Lutz Mack · Michael Nikolay · 564,65 |

## Női

### Éremtáblázat
| Az 1976. évi nyári olimpiai játékok éremtáblázata női tornában | Az 1976. évi nyári olimpiai játékok éremtáblázata női tornában | Az 1976. évi nyári olimpiai játékok éremtáblázata női tornában | Az 1976. évi nyári olimpiai játékok éremtáblázata női tornában | Az 1976. évi nyári olimpiai játékok éremtáblázata női tornában | Olimpia  |
| -------------------------------------------------------------- | -------------------------------------------------------------- | -------------------------------------------------------------- | -------------------------------------------------------------- | -------------------------------------------------------------- | -------- |
|                                                                | Ország                                                         | Arany                                                          | Ezüst                                                          | Bronz                                                          | Összesen |
| 1.                                                             | Szovjetunió (URS)                                              | 3                                                              | 4                                                              | 1                                                              | 8        |
| 2.                                                             | Románia (ROU)                                                  | 3                                                              | 2                                                              | 2                                                              | 7        |
|                                                                |                                                                |                                                                |                                                                |                                                                |          |
| 3.                                                             | NDK (GDR)                                                      | 0                                                              | 1                                                              | 1                                                              | 2        |
|                                                                |                                                                |                                                                |                                                                |                                                                |          |
| 4.                                                             | Magyarország (HUN)                                             | 0                                                              | 0                                                              | 1                                                              | 1        |
|                                                                |                                                                |                                                                |                                                                |                                                                |          |
| Összesen                                                       | Összesen                                                       | 6                                                              | 7                                                              | 5                                                              | 18       |

### Érmesek
| Az 1976. évi nyári olimpiai játékok érmesei női tornában | | | |
| Versenyszám                                              | Arany | Ezüst | Bronz |
| Gerenda                                                  | Nadia Comăneci · Románia (ROU) · 19,950                                                                                            | Olga Korbut · Szovjetunió (URS) · 19,725                                                                                            | Teodora Ungureanu · Románia (ROU) · 19,700                                                                                |
| Felemás korlát                                           | Nadia Comăneci · Románia (ROU) · 20,000                                                                                            | Teodora Ungureanu · Románia (ROU) · 19,800                                                                                          | Egervári Márta · Magyarország (HUN) · 19,775                                                                              |
| Ugrás                                                    | Nelli Kim · Szovjetunió (URS) · 19,800                                                                                             | Ljudmila Turiscseva · Szovjetunió (URS) · 19,650                                                                                    | Nem adták ki |
| Ugrás                                                    | Nelli Kim · Szovjetunió (URS) · 19,800                                                                                             | Carola Dombeck · NDK (GDR) · 19,650                                                                                                 | Nem adták ki |
| Talaj                                                    | Nelli Kim · Szovjetunió (URS) · 19,850                                                                                             | Ljudmila Turiscseva · Szovjetunió (URS) · 19,825                                                                                    | Nadia Comăneci · Románia (ROU) · 19,750                                                                                   |
| Összetett egyéni                                         | Nadia Comăneci · Románia (ROU) · 79,275                                                                                            | Nelli Kim · Szovjetunió (URS) · 78,675                                                                                              | Ljudmila Turiscseva · Szovjetunió (URS) · 78,625                                                                          |
| Összetett csapat                                         | Szovjetunió (URS) · Marija Filatova · Szvetlana Grozdova · Nelli Kim · Olga Korbut · Elvira Szaagyi · Ljudmila Turiscseva · 390,35 | Románia (ROU) · Nadia Comăneci · Mariana Constantin · Georgeta Gabor · Anca Grigoraș · Gabriela Trușcă · Teodora Ungureanu · 387,15 | NDK (GDR) · Carola Dombeck · Gitta Escher · Kerstin Gerschau · Angelika Hellmann · Marion Kische · Steffi Kräker · 385,10 |